# Anyphaenoides
Anyphaenoides là một chi nhện trong họ Anyphaenidae.